# Nida Manzoor
Nida Naima Manzoor (geboren im September 1989 in London) ist eine britische Drehbuchautorin und Film- und Fernsehregisseurin. Sie erlangte größere Bekanntheit für die Entwicklung der vom britischen Channel 4 und dem Streamingdienst Peacock produzierten Comedy-Serie We Are Lady Parts, bei der sie auch Regie führte. 2023 veröffentlichte sie mit Polite Society ihren ersten Spielfilm, für den sie mit dem British Independent Film Award für das beste Debüt als Drehbuchautorin ausgezeichnet wurde.

## Leben
Nida Manzoor wuchs in einer muslimischen pakistanischen Familie auf. Sie wurde in London geboren, lebte jedoch aufgrund beruflicher Verpflichtungen ihres Vaters bis zu ihrem zehnten Lebensjahr in Singapur. Manzoor hat eine Schwester und einen jüngeren Bruder. Nach der Rückkehr der Familie nach London besuchte sie dort die private St. James School. Anschließend, ab 2011, absolvierte sie ein Politikstudium am University College London, mit dem Ziel ein juristisches Aufbaustudium anzuschließen. Während ihres Studiums war Manzoor Mitglied des College-Filmclubs und entschied sich nach ihrem Studienabschluss, eine Karriere im Filmgeschäft zu verfolgen.

## Karriere
Nida Manzoor begann ihre Filmkarriere als Runner (Produktionsassistentin) bei einer Filmproduktion in Soho. Später arbeitete sie als Drehbuchautorin für CBBC, wo sie nach den Kurzfilmdrehbüchern zu den Filmen Layla und Arcade ab 2015 Serienfolgen für die interaktive Teenie-Webserie Dixi, sowie für Jamillah & Aladdin schrieb.
Im Jahr 2018 führte sie bei der ersten Staffel der Serie Enterprice erstmals Regie. Im gleichen Jahr erhielt sie von Channel 4 den Auftrag, eine Pilotfolge für eine auf ihrer Idee basierenden neuen Comedy-Serie unter dem Arbeitstitel Lady Parts zu entwickeln, aus der später die Serie We Are Lady Parts entstand. Neben der Ausarbeitung des Drehbuchs übernahm sie dabei auch die Regie. Nach Ausstrahlung der Episode war sie starken Anfeindungen in den Sozialen Medien über die Art und Weise ausgesetzt, in der dort Muslimas porträtiert würden. Auf Basis der Pilotfolge wurde die Serie We Are Lady Parts schließlich 2021 umgesetzt. Manzoor war für Drehbuch und Regie verantwortlich und fungierte als Executive Producer. Staffel 1 der Serie wurde im August 2025 in einer Synchronfassung im ZDF ausgestrahlt. Eine zweite Staffel wurde im November 2021 beauftragt und 2024 im britischen Fernsehen ausgestrahlt.
Eigenen Aussagen zufolge basiert We Are Lady Parts zum Teil auf autobiografischen Erfahrungen, so spielt Manzoor selbst Gitarre. Ihre Eltern förderten früh eine musikalische Ausbildung von Manzoor und ihren Geschwistern  – ihre erste Gitarre bekam sie von ihrem Vater, als sie acht Jahre alt war. Die Songs der Punkband schrieb sie zusammen mit ihren Geschwistern Sanya und Shez Manzoor und ihrem Schwager Benjamin „Benni“ Fregin. Ihr Bruder Shez zeichnete darüber hinaus insgesamt für die Filmmusik verantwortlich.
Nida Manzoor führte ebenfalls Regie bei zwei Episoden von Doctor Who, Fugitive of the Judoon und Nikola Tesla’s Night of Terror, die 2020 ausgestrahlt wurden. Im April 2023 erschien mit Polite Society ihr Debüt-Spielfilm in Großbritannien mit u. a. Priya Kansara und Ritu Arya in den Hauptrollen. Er wird von Universal Pictures vertrieben.

## Preise und Auszeichnungen
- 2015: Wahl unter die Hot Shots des Broadcast Magazine für den Kurzfilm 7.2[7]
- 2019: Beste Regie im Bereich Comedy Drama/Situation Comedy der Royal Television Society Craft & Design Awards für Enterprice[20]
- 2021: Rose d’Or Emerging Talent Award für Lady Parts[21]
- 2022: BAFTA-Award in der Kategorie Drehbuch TV Comedy für Lady Parts[22]
- 2023: British Independent Film Award für das Spielfilm-Drehbuchdebüt zu Polite Society[23]

## Filmografie
- 2013: Layla (Kurzfilm, Buch)
- 2013: Arcade (Kurzfilm, Buch)
- 2014: 7.2 (Kurzfilm, Buch, Regie)
- 2016: Dixi (Fernsehserie, Buch, 6 Folgen)
- 2016: Jamillah & Aladdin (Fernsehserie, Buch, 4 Folgen)
- 2017: Halloween Comedy Shorts
- 2017–2018: Enterprice (Fernsehserie, Regie, 5 Folgen)
- 2018: Hounslow Diaries (Fernsehserie, Regie, Pilotfolge 1x01)
- 2018–aktuell: We Are Lady Parts (Fernsehserie, Buch, Regie)
- 2020: Doctor Who (Fernsehserie, Regie, Folgen 12x04 Nikola Tesla’s Night of Terror und 12x05 Fugitive of the Judoon)
- 2023: Polite Society (Spielfilm, Buch, Regie)